# Abdul Rahman Mahmoud
Abdul Rahman Mahmoud (27 dicembre 1976) è un ex calciatore qatariota, di ruolo centrocampista.

## Carriera

### Club
Ha sempre giocato nel campionato qatariota.

### Nazionale
Con la maglia della nazionale ha partecipato alla Coppa d'Asia nel 2000.